# DV-2
DV-2（俄語：ДВ-2，DV：Dnepr-Váh），是烏克蘭與捷克斯洛伐克合作，現由斯洛伐克方面生產的雙轉子渦輪扇發動機。

## 開發
1980年，蘇聯與捷克斯洛伐克達成共同針對L-39MS信天翁研製發動機的協議，捷克斯洛伐克提供經費及取得專屬設計權。1984年，藉经济互助委员会以AI-25TL為基礎，由烏克蘭札波羅結「進步」機械製造設計局（Progress Zaporozhye Machine-Building Design Bureau，現伊夫琴科-進步）設計、捷克斯洛伐克ZVL（Závody na Výrobu Ložísk）生產，型號字母取雙方所在流域，D代表第聂伯河（烏克蘭語：Dnepr）、V則是瓦赫河。DV-2最大推力4,850 lbf（1.58 kN）、海平面燃料消耗率0.593lb/hr/lbf。
隨著天鵝絨分離，ZVL位於斯洛伐克的Považské strojárne也獨立出來並持有DV-2產權，其後又分出PSLM（Považské strojárne LETECKÉ MOTORY, a.s.）負責製造。DV-2家族有DV-2A, DV‑2A.2和DV-2S.，以及PSLM破產後同集團HTC-AED（HTC Aero Engines Division, a.s.）承製的DV-2S/X、DV-2C.2、DV-2F與DV-2.40等等。
1993年，克里莫夫設計局與PS（後歸PSLM）授權協議下DV-2S改型號「RD-35」引進俄國，作為當時Yak/AEM-130計畫的俄國版發動機，製造階段俄方佔80%、採全權數位發動機控制（FADEC）的「RD-35M」預定配置量產雅克-130上。然而俄方到了1994年卻有替換烏克蘭製發動機來爭取烏克蘭空軍訂單的打算，況且後續進展觸礁，PS改尋求RD-35西方化合作；加上俄國空軍策略轉向排斥非獨立國協的外製零組件，因此由烏克蘭將「DV-22」烏克蘭版AI-22再精進成AI-222發動機供雅克-130使用。

## 與中國的關係
中国航空工业集团於2012年借鑑DV-2研改推出FWS-17「岷山」發動機用於L-15高級教練機上。不過據報導，國產化進度不如預期，烏克蘭方面2021年仍出口了400台AI-222的產品，合計訂單超過8億美元，顯示仍依賴從馬達西奇進口。

## 採用
- L-59超級信天翁（L-39MS信天翁）
- Yak/AEM-130
- L15獵鷹
- 伊留申 Il-108

## 技術資料
数据来源： PSLM官網（DV-2S）

### 概况
- 类型： Two-spool low-bypass turbofan engine with a single-stage fan
- 长度： 1,72 m (67.7 in)
  - 寬: 0.82 m (32.2 in)
  - 高: 1.04 m (40.9 in)
- 直径： Fan: 0.64 m (25.2 in)
- 淨重： 439 kg (967.8 lb)

### 组件
- 压缩机： Two-stage LP, seven-stage HP
- 燃烧室： Annular combustion system with 16 fuel injection nozzles
- 涡轮： single-stage HP, two-stage LP

### 性能
- 最大推力： 2,498 Kgf; 5,508磅力（24.50千牛頓）
- 总压比： 15.5
- 旁通比： 1.4
- 涡轮前温度： 1,440°K
- 燃料消耗率： 60 kg/kN/h (0.593lb/hr/lbf)
- 推重比： 5.69

## 外部連結
- PSLM官網[]
- HTC-AED官網